# Aerei dell'aeronautica della Francia di Vichy
Lista degli aerei impiegati dalla Armée de l'air de l'armistice durante la Seconda guerra mondiale.

## Caccia
- Bloch MB 150
- Bloch MB.151
- Bloch MB.152
- Bloch MB.155
- Curtiss Hawk 75
- Dewoitine D.520
- Morane-Saulnier MS.406

## Bombardieri
- Amiot A.354
- Bloch MB.131
- Bloch MB.162
- Bloch MB.175
- Bloch MB.200
- Breguet Bre 690
- Breguet Bre 693
- Breguet Bre 695
- Douglas DB-7 Boston
- Farman F.222
- Lioré-et-Olivier Leo 451
- Martin Maryland
- Potez 63-11
- Potez 540
- Potez 630
- Potez 631
- Potez 633

## Da ricognizione
- Bloch MB.174

## Da addestramento
- North American NA-57

## Da trasporto
- Caudron C.445
- Potez 650

## Idrovolanti
- Latécoère 298
- Loire 130 M